# Game Change
Game Change es una película estadounidense de HBO dirigida por Jay Roach del género drama político, estrenada en 2012 y basada en hechos ocurridos durante la campaña de las elecciones presidenciales de Estados Unidos de 2008, sobre todo en torno a la entonces candidata a la vicepresidencia y gobernadora de Alaska, Sarah Palin y su efecto en la campaña del entonces senador y candidato a la presidencia John McCain. Protagonizada por Julianne Moore, Ed Harris y Woody Harrelson. Se trata de una adaptación de Danny Strong del libro homónimo de los periodistas políticos John Heilemann y Mark Halperin, publicado el 2012 y que documenta dicha campaña.
La trama presenta una entrevista del 2010 hacia uno de los estrategas de campaña de McCain Steve Schmidt (Harrelson), cuyos recuerdos muestran a McCain y a Palin durante su campaña sin éxito. La película recibió buenas críticas, con elogios por la interpretación de Julianne Moore como Sarah Palin. Palin y McCain la describieron como falsa e inexacta, aunque ninguno decidió ver el filme.

## Sinopsis
La película comienza en el 2010 con una entrevista hecha por Anderson Cooper para 60 Minutes al estratega político de la campaña presidencial de John McCain en 2008, Steve Schmidt, en la cual se interesa por la elección de Sarah Palin como la compañera de campaña en la vicepresidencia. Cooper lanza una pregunta difícil: ¿Seleccionó a Palin porque sería la mejor vicepresidenta o porque ella ganaría las elecciones?
Se muestran algunos momentos anteriores de la campaña en los que se pudo ver que McCain prefería al Senador Joe Lieberman como candidato en su campaña, quien era rechazado por la mayoría de sus consejeros, ya que no motivaría a las bases del Partido Republicano ni ayudaría a competir contra la célebre campaña de su oponente, el senador Barack Obama del Partido Demócrata. Los estrategas buscan rápidamente un cambio de estrategia ("Game change"): un reemplazo que inclinase la opinión pública a su favor y atrajese tanto a los votantes conservadores como a las mujeres. Investigando sobre destacadas políticas Republicanas, la campaña encuentra en la gobernadora Sarah Palin de Alaska las cualidades de carisma que estaban buscando, y tras un proceso de análisis extraordinariamente corto, fue elegida. Desde entonces hasta la convención, la decisión de su elección es comunicada a unos pocos. El anuncio de Palin como la candidata a la vicepresidencia crea el revuelo que Schmidt y McCain estaban buscado, llevándolos a una posición tan buena o incluso mejor que Obama en las encuestas de intención de voto.
Tras la buena recepción del discurso de aceptación de Palin en la Convención Nacional Republicana de 2008, se hace evidente su ignorancia en cuanto a cuestiones de política y su pobre preparación. Schmidt lidia con las controversias de su pasado, tales como el caso Troopergate, mientras otros miembros del equipo tratan de instruirla a fin de mejorar su entendimiento en política doméstica y exterior. Sin embargo, ella se muestra más preocupada por su porcentaje de aprobación en Alaska y por la separación con su familia durante la campaña. Finalmente Palin acaba por ignorar a sus asesores y no seguir sus consejos, quienes comienzan a cuestionar su estado mental. Después de asistir a los principales programas de entrevistas de los Estados Unidos, tales como el de Katie Couric, y de cometer varias metidas de pata, queda de manifiesto su falta de preparación para la vicepresidencia de los Estados Unidos, por lo que se vuelve objeto de burla para los medios de comunicación y una frustración para la campaña. Entre otros, los sketchs de Saturday Night Live sobre Palin, interpretada por Tina Fey, afectaron a ésta.
En los últimos meses de 2008, la campaña de McCain se muestra con pocas expectativas, por lo que sus consejeros lo motivan a seguir una campaña defensiva y algo negativa contra Obama. Así que comienzan a cuestionar públicamente las intenciones de Obama por su asociación con la élite liberal. Palin comienza a crecer en popularidad, adquiriendo a sus propios seguidores, con lo que eclipsa la campaña y se vuelve poco cooperativa. Mientras tanto, McCain, se desalienta por su campaña, puesto que se percibe algo ofensiva y crea hostilidad por parte de sus seguidores hacia Barack Obama.
Con el día de las elecciones acercándose, los principales asesores de campaña se lamentan por el tipo de candidato que Palin resultó ser y Schmidt se siente culpable por no haber evaluado bien su aptitud como candidata. McCain consuela a Schmidt reafirmando que era mejor tomar riesgos en la campaña que quedarse sin hacer nada. La noche de las elecciones, McCain pierde, y Palin prepara un discurso que piensa dar luego del discurso de concesión de McCain. Después de que Schmidt tratase en vano de dejarle claro que no puede dar ese discurso, McCain le dice también que no dará el discurso, le agradece y luego sale al público. En su discurso de concesión McCain expresa su gratitud a Palin, a lo cual comienzan a sonar los aplausos de ovación.
La película retorna así a la entrevista del 2010, cuando Schmidt le responde a Cooper la pregunta de si él escogería a Palin nuevamente si pudiera, a lo que él contesta que no tenemos otra oportunidad en la vida.

## Elenco
- Julianne Moore como Sarah Palin.

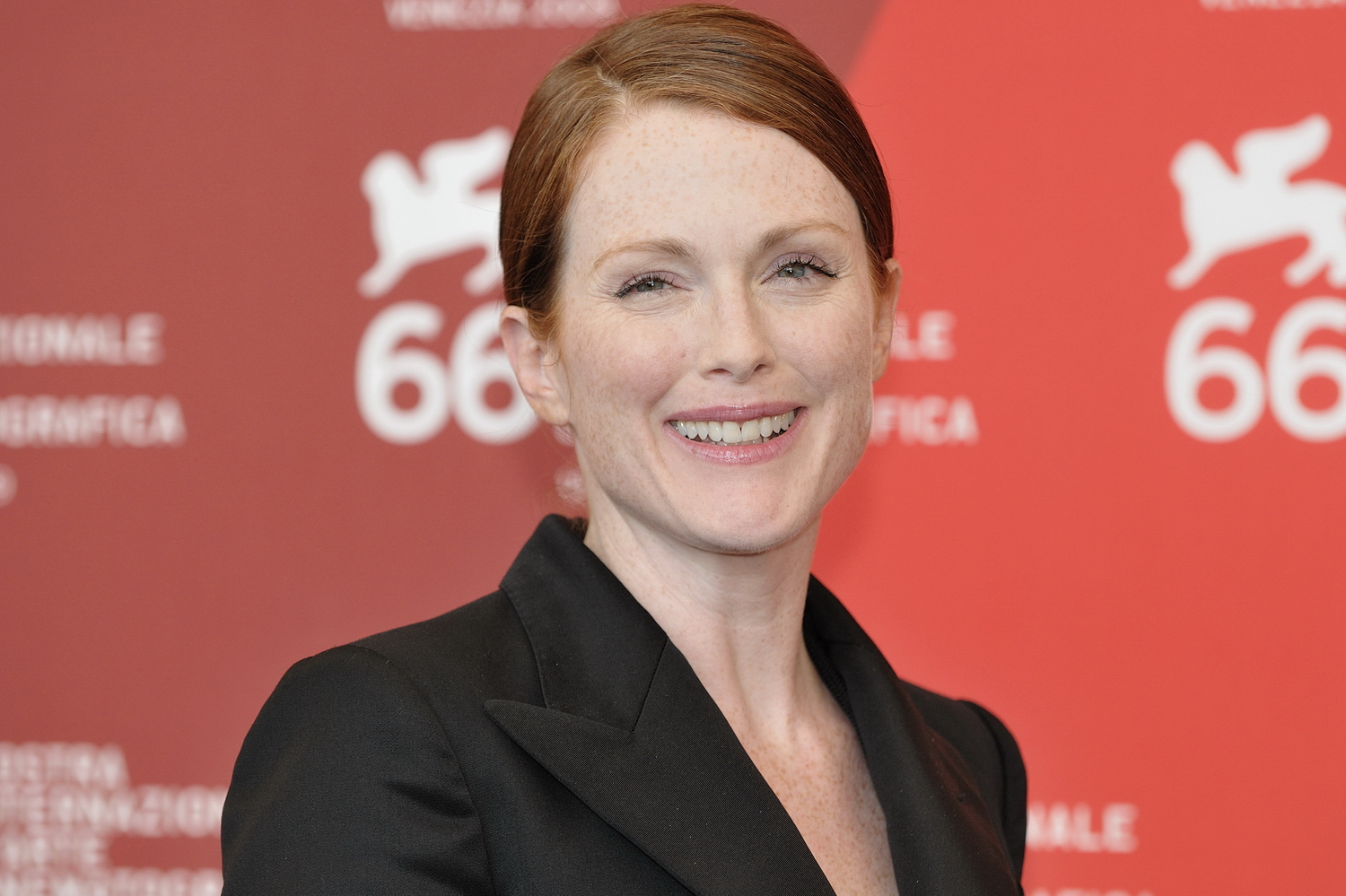
Julianne Moore.

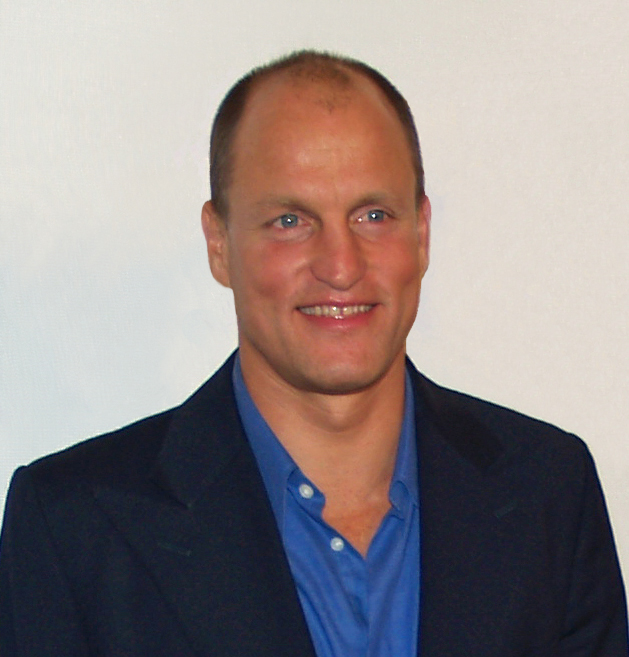
Woody Harrelson.

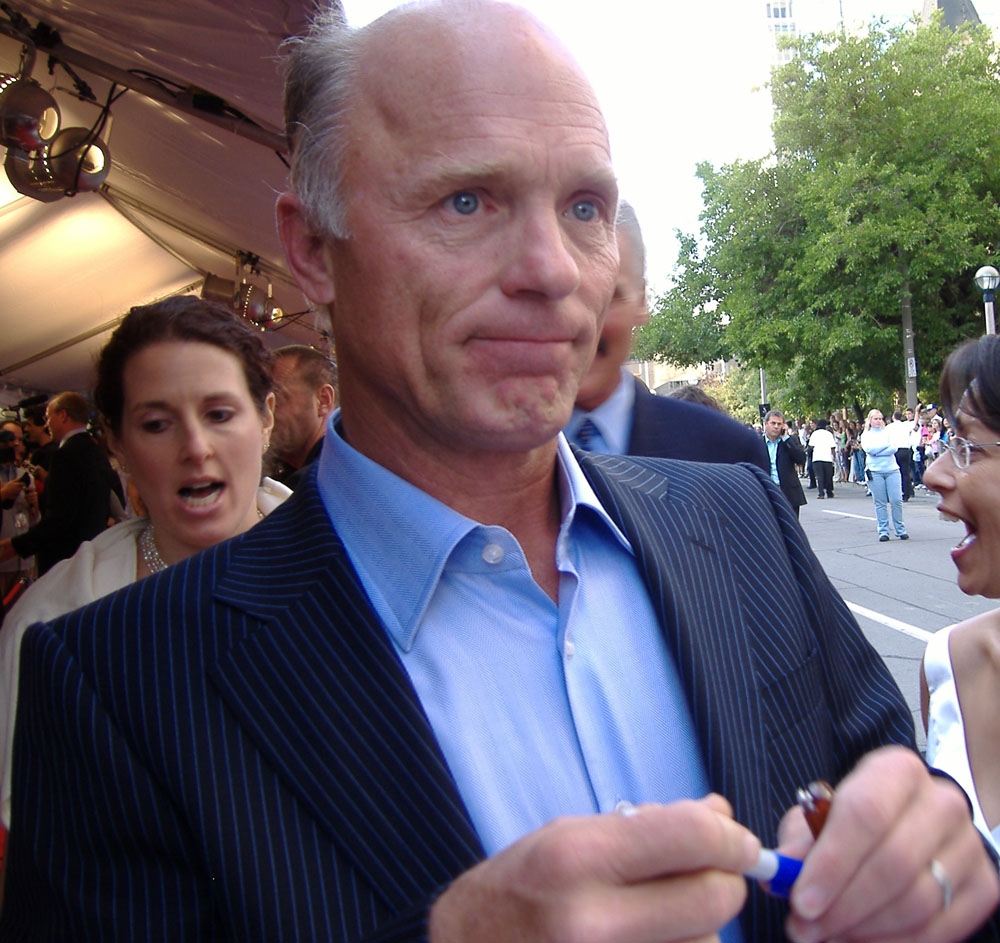
Ed Harris.

- Woody Harrelson como Steve Schmidt.
- Ed Harris como John McCain.
- Ron Livingston como Mark Wallace.
- Sarah Paulson como Nicolle Wallace.
- Peter MacNicol como Rick Davis.
- Tiffany Thornton como Meghan McCain.
- Jamey Sheridan como Mark Salter.
- Alex Hyde-White como Lindsey Graham.
- Melissa Farman como Bristol Palin.
- Brian d'Arcy James como Ted Frank.
- Bruce Altman como Fred Davis.
- David Barry Gray como Todd Palin.
- Austin Pendleton como Joe Lieberman.
- Colby French como Tucker Eskew.
- John Rothman como Arthur B. Culvahouse, Jr.
- Justin Gaston como Levi Johnston.

En la película se muestran secuencias de videos reales en las que se muestra a los candidatos del Partido Demócrata, Barack Obama y Joe Biden así como de numerosos reporteros, incluyendo a Anderson Cooper, Wolf Blitzer, Candy Crowley, Dana Bash, y John King. Al mismo tiempo, fueron empleados dobles que junto con las ediciones hicieron parecer que los actores estaban interactuando con las personas reales, tal como se ve en el debate vicepresidencial, en el que se ve al verdadero Biden, a Gwen Ifill, y a Moore como Palin. A su vez, en escenas donde se recrean momentos en los que se ve la televisión, se ve en las pantallas escenas del show Saturday Night Live, donde las actrices Tina Fey y Amy Poehler satirizan un debate entre Palin (Fey) y la entonces senadora Hillary Clinton (Poehler), haciendo énfasis en la interpretación que Fey realizaba de Palin.

## Producción
HBO adquirió los derechos del libro Game Change, de John Heilemann y Mark Halperin, en enero de 2010. En febrero de 2011 comenzaron con Danny Strong escribiendo y Jay Roach dirigiendo, quien había previamente colaborado como director y escritor en la película de HBO Recount (2008), sobre el controversial resultado en la elección presidencial de Estados Unidos de 2000. Aunque Strong y Roach basaron la película en la parte del libro que habla sobre la campaña McCain–Palin, también han considerado realizar un film mostrando la primera batalla de Obama contra Hillary Clinton, sin embargo la idea fue finalmente abandonada debido a la complejidad y magnitud de la historia, entre otras razones. Strong afirmó haber entrevistado a 25 personas de la campaña McCain–Palin y consultado además artículos y otros libros como ser Going Rogue, sobre las memorias de Sara Palin.
El elenco principal fue anunciado en marzo de 2011, con Julianne Moore como Palin, Ed Harris como John McCain, y, poco tiempo después, a Woody Harrelson, quien interpreta al presidente de campaña de McCain, Steve Schmidt. La película fue inicialmente rodada en Maryland, junto a una escena de un hotel tomada en Wilmington, Delaware. El estreno de la película se hizo en el Newseum de Washington D. C. el 8 de marzo de 2012, previo a su debut en HBO el 10 de marzo.

## Recibimiento

### Audiencia
Game Change fue vista por 2.1 millones de personas en su noche de estreno, lo cual marcó la mayor cantidad de audiencia de una película original de HBO desde su film del 2004 Something the Lord Made.

### Veracidad
Palin dijo que Game Change fue basada en un "falso relato" y que ella no tenía intención de verla. John McCain y Cindy McCain manifestaron que la película y el libro en la que está basada son una inexactitud, y al igual que Palin, McCain dijo que no tenía intenciones de ver la película. The Hollywood Reporter reportó que los principales actores de la película y los ejecutivos donaron $ 200,000 para causas del partido Demócrata y nada para el partido Republicano.
Sin embargo, Steve Schmidt, el jefe estratega de campaña, mantuvo que "diez semanas de campaña están condensadas en una película de dos horas. Pero esta dice la verdad de la campaña. Esa es la historia de lo que pasó." Luego expresó que ver el filme era equivalente a "una experiencia de salirse del cuerpo."
Nicolle Wallace, una de las principales asesoras de Palin en 2008, manifestó que encontró en Game Change una alta credibilidad, diciendo que la película "capturó el espíritu y la emoción de la campaña." Wallace also told ABC News Chief Political Correspondent George Stephanopoulos that the film was "true enough to make me squirm."
Melissa Farman, quien interpretó a Bristol Palin, dijo que la intención de le película nunca fue la de mostrar a Sarah Palin de una manera negativa porque el filme no se suponía a ser sobre Palin, sino sobre los "políticos en general" y que lo significa ser un político en esta era.

### Críticas
David Hinckley del The New York Daily News escribió: "El físico de Palin que muestra Julianne Moore en Game Change, que estrena el 10 de marzo, es incluso más exacto que el de Tina Fey" Fey, que fue mencionada por su parecido físico a Palin, ganó un premio Emmy a mejor actriz invitada en una serie de comedia por su impresionante sátira de Palin en un sketch del show de comedia de televisión Saturday Night Live. Dos pasajes de estas imitaciones fueron usadas en la película.
Tim Goodman, del The Hollywood Reporter, dijo que la película "descaradamente plantea la pregunta sobre si Palin es mentalmente desequilibrada." Él llama a la interpretación de Moore "virtuosa (y parecida a una ganadora de un Emmy)." Cabe mencionar que para esta interpretación, la actriz de 51 años reveló a una revista que tuvo que estudiar por algunos meses el peculiar acento de Palin, leer todos los libros que ha escrito y ver los programas de televisión en los que ha aparecido para "lograr la exactitud en su interpretación".
El sitio web recolector de críticas Metacritic le da a la película un puntaje de 74 sobre la base de 100, basado en 25 críticas, las cuales describen como una respuesta crítica "generalmente favorable". Roger Ebert le dio a la película trews estrellas y media. Ken Tucker, de Entertainment Weekly, le dio una A−.
El diario Los Angeles Times escribió: "La total atmósfera del film es sorprendentemente amable con todos, mucho más fatalista que hipercrítica y ciertamente no burlona. El ascenso de Palin y su caída es mostrado como una serie de malas decisiones hechas con relativamente buena fe que preceden a un horrible choque automovilístico." Newsday comentó: "La interpretación de Moore... es espléndida.... Un luminoso y completamente vivo retrato de una actriz de primera categoría." El San Francisco Chronicle también alabó la actuación: "Game Change está adornada por tres interpretaciones extraordinarias en los roles principales, empezando con la interpretación de Palin hecha por Moore, la cual tanto compleja como enteramente creíble." El Boston Globe escribió: "Ya sea que “Game Change’’ sea una estimación definitiva de lo que sucedió, y sea que algunos críticos vayan a aceptarla como algo que es desconocido. Pero desde un punto de vista dramático, ¿es el film entretenido? Puedes apostarlo."